# 匈奧邊境柵欄撤除

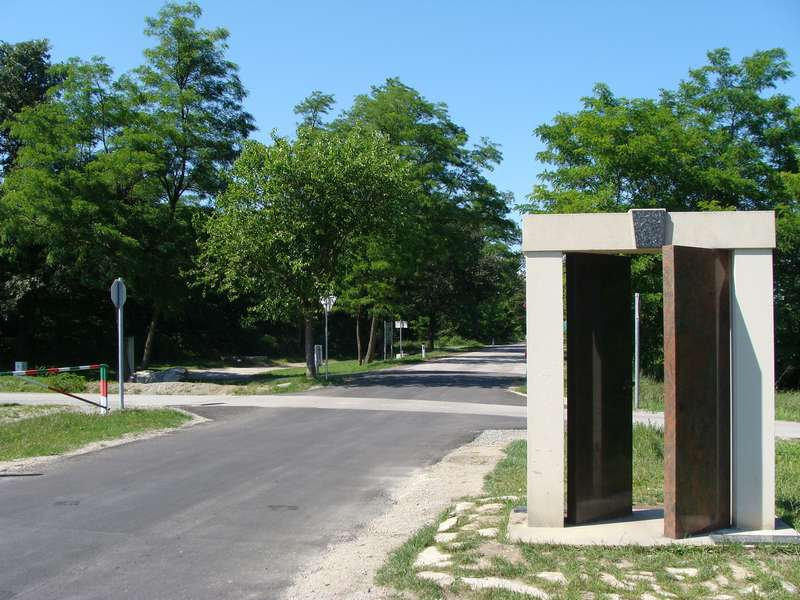
在匈牙利 - 奥地利边境附近的匈牙利索普朗。

匈奥邊境围栏撤除发生在1989年匈牙利共產政權統治崩溃期间，这是中欧和东欧各个共产主义国家广泛革命浪潮的一部分。然而，此事件後初期边界仍然严密守卫，而匈牙利安全部队试图阻止难民移動。在拆解电子围栏沿着匈牙利与奥地利的240公里漫长边界是自二战结束以来分裂欧洲40多年的「铁幕」中的第一个小裂缝。之後的泛欧野餐在东德引起连锁反应，最终导致柏林圍牆的倒下。

## 历史
1989年4月，匈牙利政府下令切斷匈牙利-奥地利边境電丝网围栏的电源。同年5月2日，边防人员开始拆除部分屏障，此次拆除中有西方集團國家的电视公司摄影组为此事件攝影。 6月27日，匈牙利外交部長霍恩·久洛和奥地利外交部长阿洛伊斯·莫克在匈牙利索普伦过境点举行了象征性的围栏拆除仪式。
此次开放边界政策意味着匈牙利人更容易进入奥地利购买商品和服务；许多匈牙利人藉此购买在自己国家无法获得或稀缺的消费品；開放邊境最初几周的一个明显迹象是，在格拉茨等奥地利城镇可以看到许多汽车上绑着洗衣机。
最著名的过境发生在1989年8月19日，在奥地利人和匈牙利人之间的泛欧野餐期间，900多名在匈牙利度假的东德人冲过边境逃到奥地利，然后安全前往西德。
此开放的边界激怒了东德官员，他们担心会回到柏林圍墙建立之前的日子，当时每天都有成千上万的东德人逃往西柏林。尽管如此，苏联并没有对匈牙利采取公开行动，而是采取了不干涉的态度。